# Daucus sect. Melanoselinum
Section
Synonymes
- Melanoselinum Hoffm.[2]

Daucus sect. Melanoselinum est une section de plantes à fleurs de la famille des Apiaceae et du genre Daucus. Elle ne comprend que deux espèces : Daucus decipiens et Daucus edulis. Deux caractères principaux justifient la proximité de ces deux espèces, et leur distinction dans cette section. Dans la sous-tribu Daucinae, ce sont les deux seules ligneuses et arborescentes, la norme étant dans ce groupe le port herbacé. Les deux sont endémiques de Macaronésie ; plus précisément Daucus decipiens est indigène de Madère et des Açores, Daucus edulis de Madère uniquement.

## Taxonomie
Cette section est créée à la suite d'une étude phylogénique par les botanistes polonais Krzysztof Spalik, Aneta Wojewódzka, Łukasz Banasiak et le Français Jean-Pierre Reduron en 2016. Selon Tropicos (7 mars 2021), le genre Melanoselinum est synonyme de Daucus sect. Melanoselinum.

## Liste des espèces
Selon GRIN (7 mars 2021) :
- Daucus decipiens (Schrad. & J. C. Wendl.) Spalik et al.
- Daucus edulis (Lowe) Wojew. et al.